# Сабалан
Сабалан (араб. سبلان‎) — палестинская арабская деревня, расположенная в 15,5 км к северо-западу от Цфата. Она стояла на высоте 800 м над уровнем моря с видом на деревню друзов Хурфейш. В 1945 году население Сабалана составляло 70 человек. Она обезлюдела во время арабо-израильской войны.

## История
В 1881 году палестинский Фонд исследования Западной Палестины (SWP) описал Сабалан так: «деревня, построена из камня и окружает гробницу Неби Себалана; в деревне проживает 100 мусульман; деревня расположена на вершине высокого холма, с растущими инжиром и оливками, а также пахотными землями находящимися рядом. Есть четыре хороших источника воды на востоке, кроме цистерн». Некоторые считают, что Неби Себалан это на самом деле Завулон, один из двенадцати сыновей праотеца Иакова, тогда как другие утверждают, что Неби Себалан был даисом «миссионером», который перешёл в друзизм и помог продвижения этой религии в регионе. Рядом с гробницей находятся археологические артефакты, а именно скальные гробницы.
Численность населения на 1887 год показал в Наби Абу Себалане около 75 жителей, все мусульмане.

### Под Британским мандатом
В период Британского мандата деревня имела круговой план, и большинство домов было тесно сгруппировано. Из-за крутых склонов, которые окружали Сабалан, деревня могла расшириться только на северо-западном конце. Хотя гробница Наби Сабалана была священна для друзов, в центре деревни стояла мечеть.
По переписи населения от 1922 года, Сабалан насчитывал 68 человек; все мусульмане, по переписи 1931 года население увеличились, до 94 мусульман, в 18 домах.
К 1945 году население составляло 70 мусульман, в общей сложности 1798 дунамов земли, согласно официальному обследованию земли и населения. Из этого было использовано в общей сложности 421 дунама для зерновых культур; 144 дунама были орошаемы или использовались для плантаций, тогда как 14 дунамов были застроенной зоной.

### Война 1948 года и последствия
30 октября 1948 года во время израильской наступательной операции «Хирам» Сабалан был захвачен. Подразделения израильской бригады Голани захватили деревню при поддержке бригады Шева, когда они продвигались по дороге, ведущей из Сухмата и Сасы. На сельских землях не было построено ни одного еврейского населенного пункта. По словам палестинского историка Валида Халиди, «остался только один деревенский дом и колодец». Оставшийся дом занят друзскими охранниками и смотрителями могилы Наби Себалана, а новые здания были построены для размещения паломников и посетителей. В 1965 году молодёжные активисты друзов во главе с Самихом аль-Касимом протестовали против конфискации израильским правительством земель окружающих могилу, объявив их «государственными землями». Друзское религиозное руководство учредило «Ид аль-Наби Сабалан» или «Праздник Пророк Себалана» в 1971 году.
Сегодня земли деревни, в том числе святыни, были присоединены к друзскому городу Хурфейш. Там был построен район для демобилизованных солдат.